# Greater Anglia
Greater Anglia ist die Marke der Transport UK East Anglia Limited. Sie ist ein britisches Eisenbahnverkehrsunternehmen, das London und den Osten Englands bedient. Das Unternehmen war eine Tochtergesellschaft der niederländischen Abellio Transport Holding. Die Transport UK Group (TUK) nahm im Februar 2023 seinen Betrieb auf, als es im Rahmen eines Management-Buy-outs die britischen Vermögenswerte von Abellio erwarb. 

## Geschichte
Am 5. Februar 2012 übernahm Abellio Greater Anglia den staatlichen Verkehrsauftrag Greater Anglia von National Express East Anglia im Franchising.
Am 22. Dezember 2014 begann Abellio Greater Anglia mit dem Umbau der Züge des Typs British Rail Mark 3. Der lang erwartete Umbau beinhaltet neue Kabelleitungen, geschlossene Toiletten, verbesserte WLAN-Versorgung, Steckdosen an jedem Sitzplatz sowie neue Teppiche und Sitzcovers.
Am 31. Mai 2015 wurden einige Londoner Vorortlinien in die Netze von London Overground und TfL Rail integriert und sind somit nicht mehr Teil des Franchises.

## Linien

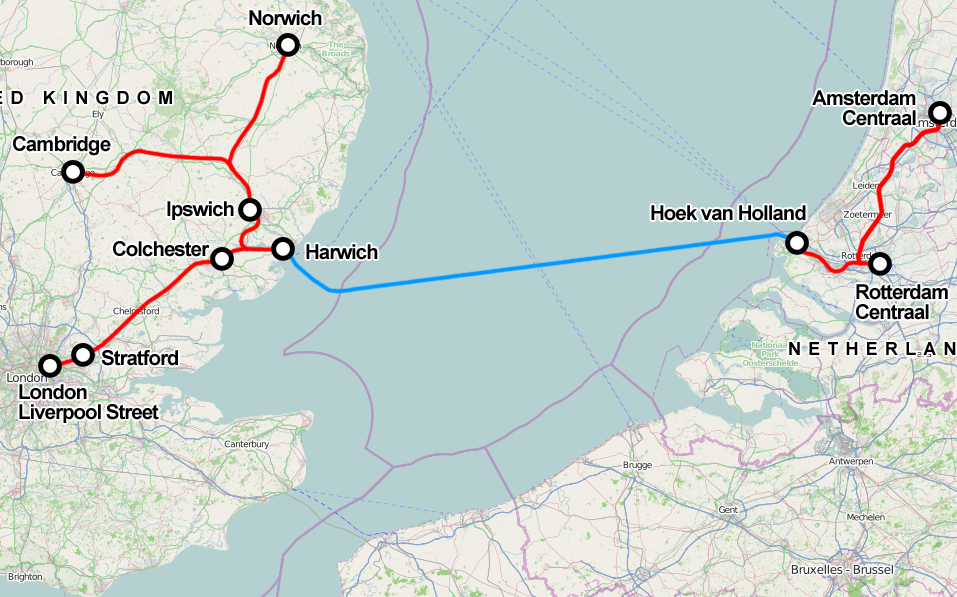
Karte des Dutchflyer-Services

### Stansted Express
Der Stansted Express, ein Pendeldienst zwischen dem Flughafen London-Stansted und dem Bahnhof Liverpool Street in London, wird auch von Abellio Greater Anglia betrieben.

### Dutchflyer
Abellio Greater Anglia führt gemeinsam mit ihrer Muttergesellschaft Nederlandse Spoorwegen sowie Stena Line den Dutchflyer. Dutchflyer ist ein Passagierservice zwischen Großbritannien und Holland. Es handelt sich dabei um einen Zug-Schiff-Zug-Service.

## Fahrzeuge

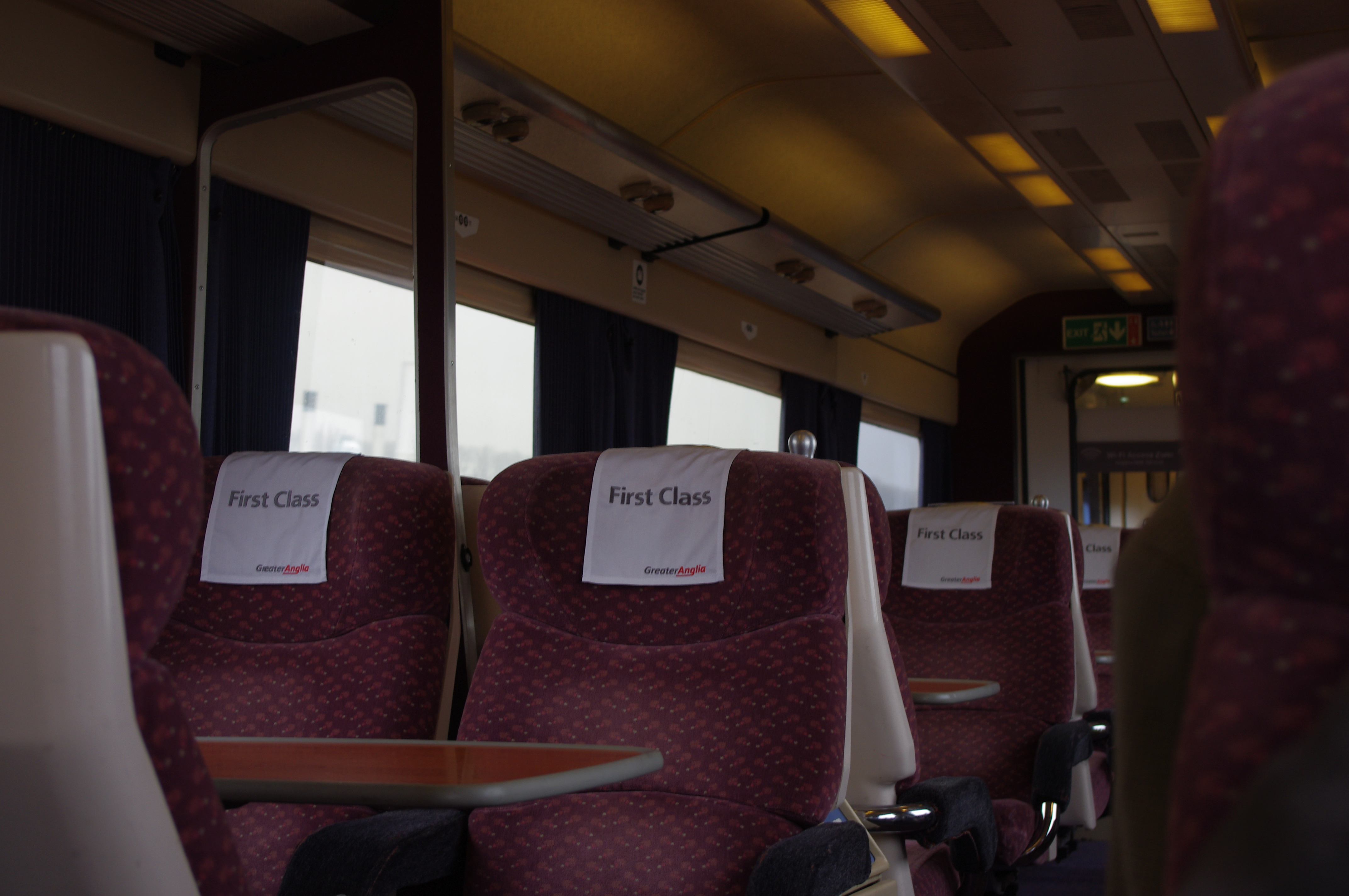
Wagen erster Klasse

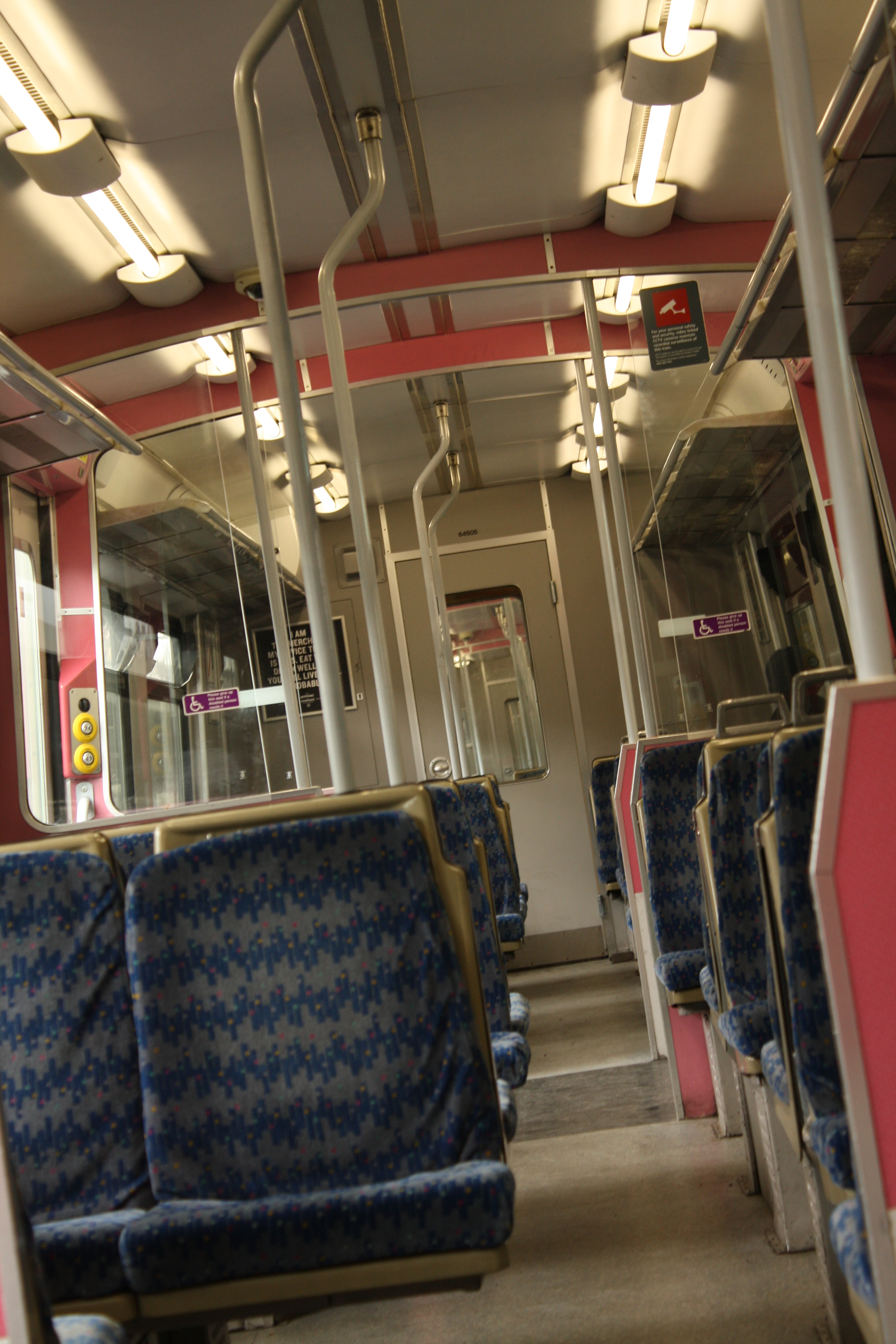
Wagen zweiter Klasse

Abellio Greater Anglia hat eine Flotte von Dieseltriebwagen der Typen Class 90, Mark 3, Driving Van Trailers, Class 153, Class 156 und Class 170 sowie eine Flotte von Elektrotriebwagen der Typen Class 315, Class 317, Class 321, Class 360 und Class 379, die von National Express East Anglia stammen. Wegen der kurzen Konzessionsdauer plante Abellio Greater Anglia, keine neuen Züge einzuführen.
Am 31. Mai 2015 wurde die Flotte der Class 315 an London Overground und TfL Rail übergeben und einige Züge des Typs Class 317 an London Overground abgegeben. Diese Unternehmen hatten die Routen in Nord-London und Ost-London von der Greater-Anglia-Konzession übernommen.
2019 lieferte der Schweizer Hersteller Stadler Rail eine neue Flotte von 20 Elektrotriebzügen (12-teilig; Class 745) und 38  Zweikrafttriebzügen (drei- bzw. vierteilig; Class 755). Die Fahrzeuge sind seit 2020 im regulären Fahrgasteinsatz und sollen die Dieseltriebwagen der Klassen 153, 156 und 170 bzw. Elektrolokomotiven der Klasse 90 und die Mark 3-Personenwagen sowie die Baureihe 379 ersetzen.
Seit 2020 kommen 133 neu beschaffte Fünfwagenzüge des Typs Bombardier Aventra zum Einsatz, die zusammen mit den Stadler FLIRT UK fast alle Leistungen übernommen haben.
| Vorhandene Fahrzeuge |      |                                       |          |                 |           |           |
| Baureihe             | Bild | Typ                                   | V/max    | Personen- wagen | Anzahl    | Baujahr   |
| Klasse 37            |      | Diesellokomotive                      | 129 km/h |                 | 4         | 1960–1965 |
| Klasse 68            |      | Diesellokomotive                      | 161 km/h | 3               | 2013–     |           |
| Mark 2               |      | Personenwagen                         | 161 km/h | 6               | 1963–1975 |           |
| Klasse 90            |      | Elektrolokomotive                     | 177 km/h |                 | 15        | 1987–1990 |
| Mark 3               |      | Personenwagen                         | 177 km/h | 130             | 1975–1988 |           |
| British Rail DVT     |      | Steuerwagen                           | 177 km/h | 15              | 1988      |           |
| Klasse 153           |      | Triebwagen (Diesel)                   | 121 km/h | 1               | 5         | 1987–1988 |
| Klasse 156           |      | Triebwagen (Diesel)                   | 121 km/h | 2               | 9         | 1987–1989 |
| Klasse 170           |      | Triebwagen (Diesel)                   | 161 km/h | 2               | 4         | 1999–2002 |
| Klasse 170           | 3    | Triebwagen (Diesel)                   | 161 km/h | 8               |           | 1999–2002 |
| Klasse 170           |      |                                       |          |                 |           |           |
| Klasse 317           |      | Triebwagen (Elektro)                  | 161 km/h | 4               | 46        | 1981–1987 |
| Klasse 321           |      | Triebwagen (Elektro)                  | 161 km/h | 4               | 94        | 1988–1990 |
| Klasse 360           |      | Triebwagen (Elektro)                  | 161 km/h | 4               | 21        | 2002–2003 |
| Klasse 379           |      | Triebwagen (Elektro)                  | 161 km/h | 4               | 30        | 2010–2011 |
| Klasse 745 FLIRT UK  |      | Triebwagen (Elektro)                  | 160 km/h | 12              | 20        | 2018–2020 |
| Klasse 755 FLIRT UK  |      | Triebwagen (Bimodal Diesel / Elektro) | 160 km/h | 3–4             | 38        | 2018–2020 |
| Klasse 720 Aventra   |      | Triebwagen (Elektro)                  | 160 km/h | 5               | 133       | 2020–     |

### Design
Abellio Greater Anglia hat, wie National Express East Anglia, die gleiche weiße Bemalung des Rollmaterials, aber mit roten statt blauen Türen. Allerdings tragen nach wie vor die meisten Züge die alte Bemalung von National Express. Ende 2013 wurden die neuen Abellio-Greater-Anglia-Logos auf den Zügen angebracht.

### Hygiene
Im November 2013 wurde eine Online-Petition lanciert mit dem Ziel, dass die Greater-Anglia-Züge das Abwasser der Zugtoiletten nicht mehr auf den Schienen entsorgen, weil das Abwasser die Mitarbeiter von Network Rail krank macht.

### Depots
Abellio Greater Anglia wird in den drei Depots in Clacton-on-Sea, Ilford und Norwich Crown Point instand gehalten.

## Verbesserungen

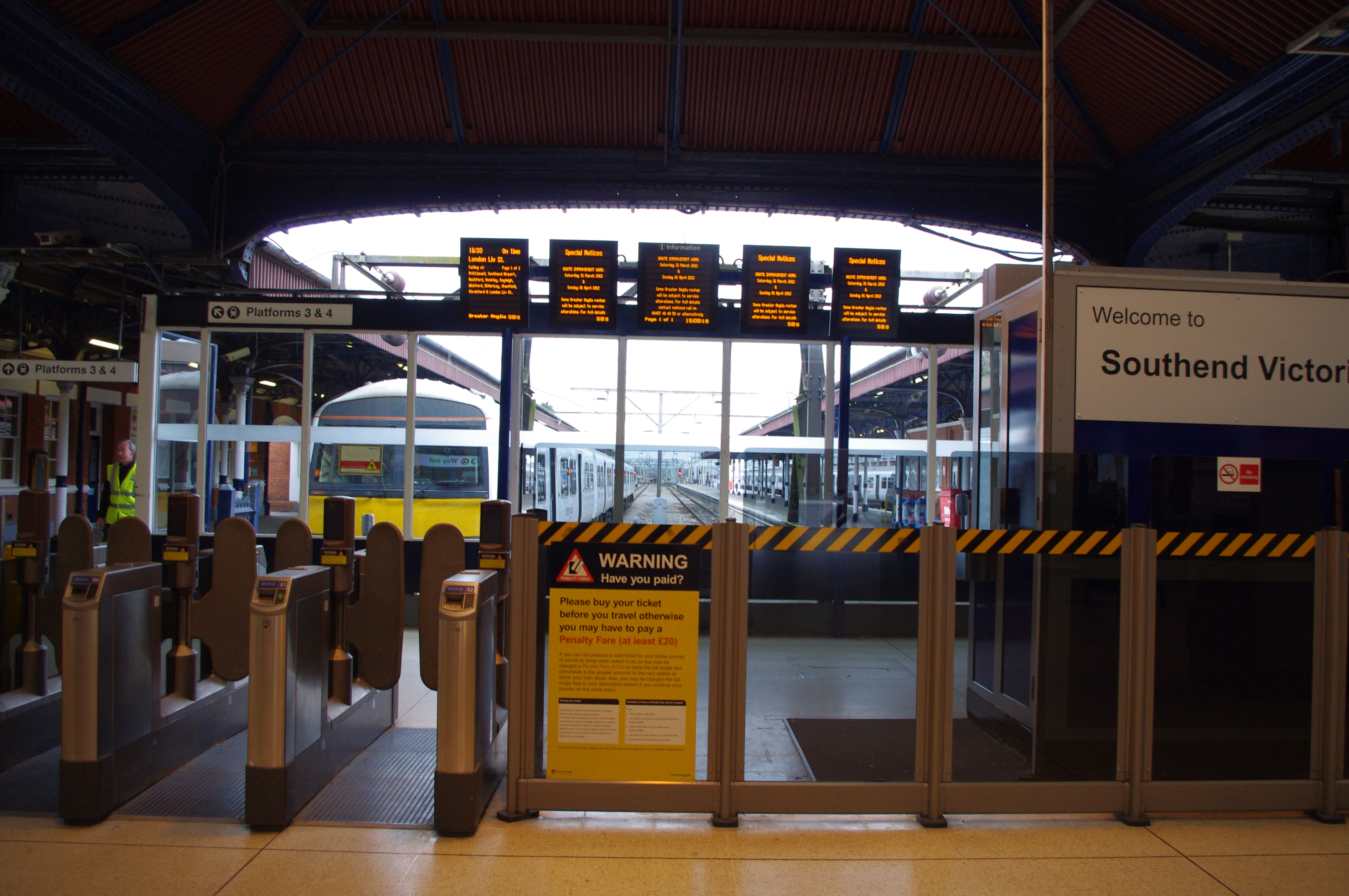
Ein Bahnhof mit Sperren

Während der Konzessionsdauer sind verschiedene Verbesserungen geplant:
- Verbesserte Bahnhofs- und Ticket-Anlagen und bessere Kundeninformation
- Ein SMS-Service mit Störungsmeldungen
- Einsatz der Oyster-Card-Guthabenkarte zwischen London Liverpool Street und Shenfield/Hertford East
- Mobile Ticketing und Print-at-home-Tickets
- 600 zusätzliche Parkplätze an Bahnhöfen
- Mehr Fahrradabstellanlagen
- Neue Sperren am Bahnhof Brentwood